# Thouarella andeep
Thouarella andeep is een zachte koraalsoort uit de familie Primnoidae. De koraalsoort komt uit het geslacht Thouarella. Thouarella andeep werd in 2010 voor het eerst wetenschappelijk beschreven door Zapata-Guardiola & Lopez-González. 